# Dubki (Rosja)
Dubki – osiedle typu miejskiego w Rosji, w Dagestanie. W 2010 roku liczyło 5202 mieszkańców.